# Countdown to Extinction
Countdown to Extinction er det amerikanske thrash metal-band Megadeths femte og bedstsælgende studiealbum, udgivet i 1992. Albummet har solgt til 10x platin i USA, og nåede andenpladsen på den amerikanske Billboard-hitliste.
Musikstilen på albummet er sammenlignet med de tidligere album en mildere form for metal med sangen i centrum og enklere sangstrukturer. Metallica havde elleve måneder tidligere brugt samme fremgangsmåde ved deres "sorte album" og var blevet mødt af stor succes.
Ligesom på tidligere album er mange af sangteksterne voldsomt politiske, eksempelvis handler "Foreclosure of a Dream" om politiske ideologiers fremgang og fald, men "Symphony of Destruction" omhandler magtsyge.
På Metallicas album Death Magnetic fra 2008 var en sang med titlen "That Was Just Your Life", hvilket kan være relateret til "This Was My Life" på dette album.

## Spor
1. "Skin O' My Teeth" – 3:13
2. "Symphony of Destruction" – 4:02
3. "Architecture of Aggression" – 3:34
4. "Foreclosure of a Dream" – 4:17
5. "Sweating Bullets" – 5:03
6. "This Was My Life" – 3:42
7. "Countdown to Extinction" – 4:16
8. "High Speed Dirt" – 4:12
9. "Psychotron" – 4:42
10. "Captive Honour" – 4:14
11. "Ashes in Your Mouth" – 6:10
12. "Crown of Worms" – 3:17 *
13. "Countdown to Extinction" (demo) – 3:55 *
14. "Symphony of Destruction" (demo) – 5:29 *
15. "Psychotron" (demo) – 5:28 *

* bonusspor på genudgivelsen fra 2004